# باولو ريزي
باولو ريزي (بالإيطالية: Paolo Rizzi)‏ هو لاعب كرة قدم إيطالي في مركز الدفاع، ولد في 30 أبريل 1969.